# Veendammer barak
De Veendammer barak (ook Anne Frank-barak) was een barak uit het voormalige Kamp Westerbork in Drenthe. De barak deed na afbraak van dit kamp dienst als schuur bij een boerderij in Veendam. Vlak voor terugplaatsing naar het voormalige kampterrein werd de barak op 19 juli 2009 verwoest in een brand.
Tot op de dag van de brand leek een Westerborkbarak in Veendam van klein belang: hij werd gebruikt als schuur en opslag. Maar toen de barak in vlammen opging, opende het NOS-Journaal met de gebeurtenis. Het zou barak 57 zijn geweest waar Anne Frank en haar zus tijdens hun verblijf werkten aan de demontage van batterijen. Niet veel later was de barak onderwerp in actualiteitenprogramma’s in binnen- en buitenland. In krantenkoppen werd de Veendammer Barak de Anne Frank-barak genoemd. Door de brand veranderde de barak van een schuur, in historisch erfgoed en een symbool voor de Holocaust. De brand bleek aangestoken.

## Geschiedenis
Vanaf 1942 was Kamp Westerbork door de SS in gebruik als doorgangskamp naar de vernietigingskampen voor alle Joden in Nederland. Voor deze functie werd het Centraal Vluchtelingenkamp Westerbork flink uitgebreid, en werd ook deze barak aangebouwd. Kamp Westerbork huisde in de drukste periode zo’n 17.000 gevangenen en ongeveer honderd bouwsels. Begin 1944 is de woonbarak gewijzigd in een werkplaats met een matrassenfabriek en stoffeerderij.
In 1950, na de Tweede Wereldoorlog, veranderde het kamp in een repatriëringkamp voor Indische Nederlanders en kreeg het de naam Schattenberg. Twee jaar later fungeerde Schattenberg ook als woonoord voor Molukkers. Een tiental eenvoudige barakken werd in 1957 verkocht, waaronder ook deze. De barak werd gedemonteerd en in Veendam weer opgebouwd. In de periode 1968-1971 werd ook het grootste deel van de andere barakken gesloopt.

## Erfgoed

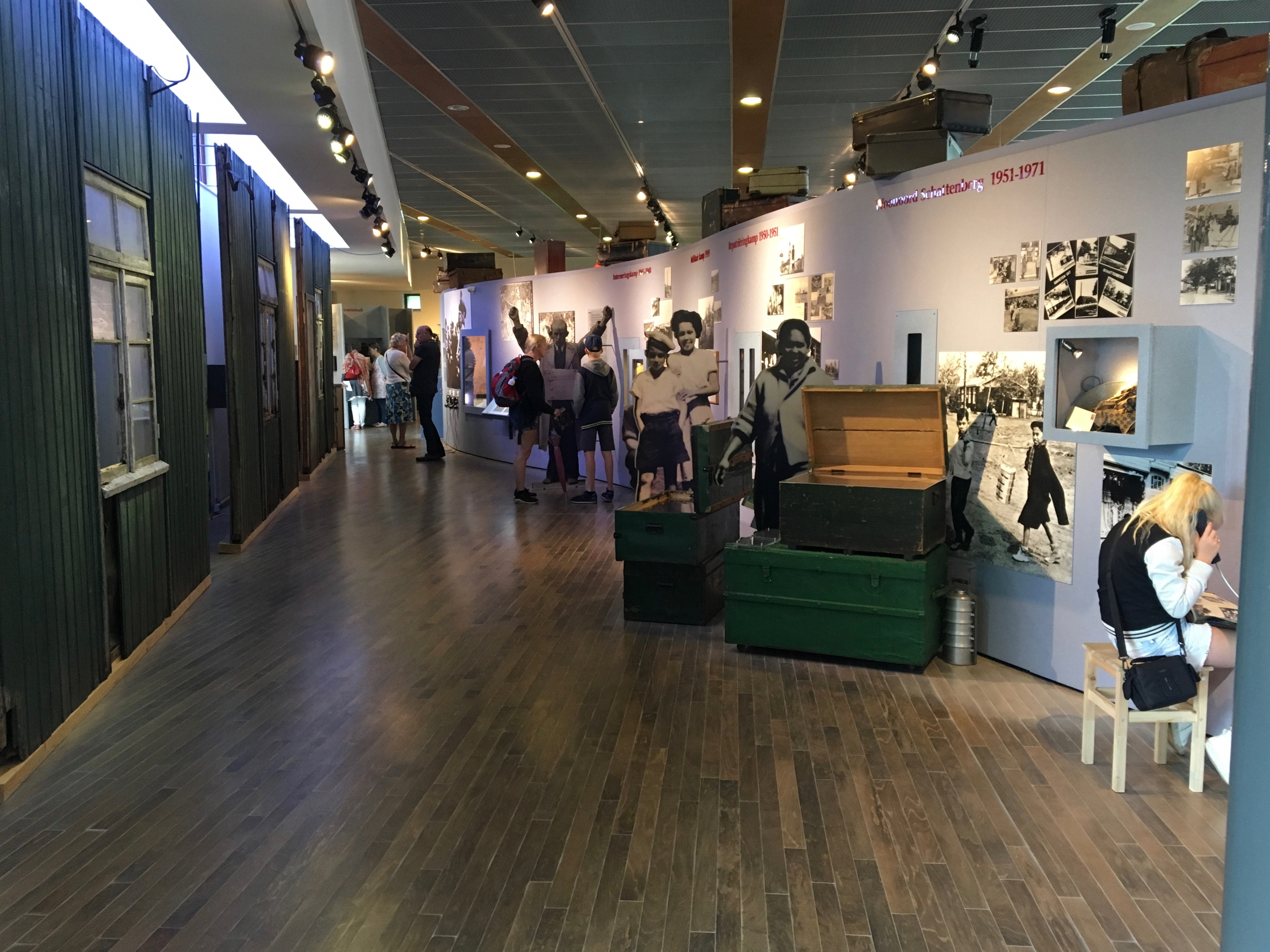
Resterende delen van de barak in het herinneringscentrum

In 1985 werd de barak ontdekt als Westerborkbarak. Desondanks werd het bouwwerk al die tijd als schuur gebruikt, en had het dus geen bijzondere status. Het Herinneringscentrum Kamp Westerbork was in 2009 van plan de barak op de originele plek weer op te bouwen, maar de brand maakte dit onmogelijk. Zijn iconische betekenis kreeg de barak pas echt na deze brand. Vanaf die dag sprak men over de barak als oorlogserfgoed. 
De overblijfselen van de barak zijn naar het herinneringscentrum overgebracht. Daar bleek na nader onderzoek dat het niet om werkbarak 57 ging, maar om woonbarak 64. De uit de brand overgebleven resten barakdelen zijn in de permanente tentoonstelling te zien.
Na de brand kwamen andere barakken naar voren. Zo bleek er een complete barak in Vechtdal te staan. Ook in Radewijk, Gees, Peize, Mantinge, Zuidwolde, Ees en Amen zijn restanten van barakken teruggevonden die mogelijk van Kamp Westerbork of een van de voormalige Joodse werkkampen zijn. In 2014 is barak 56 die in Zelhem terecht was gekomen teruggeplaatst op het kampterrein.

## Trivia
In 2001 zijn er in de barak opnames gemaakt voor de film The Discovery of Heaven waarin Westerbork een rol speelt.